# Just Dropped In (To See What Condition My Condition Was In)
Just Dropped In (To See What Condition My Condition Was In) is een psychedelisch rocknummer geschreven door Mickey Newbury en gepopulariseerd door The First Edition die er in 1968 een hit mee scoorden. Het nummer was bedoeld als waarschuwing voor de gevaren van lsd-gebruik.

## Uitvoeringen

### Oorspronkelijke versie
De oorspronkelijke versie van het nummer werd op 9 mei 1967 opgenomen door Jerry Lee Lewis voor zijn album Soul My Way met begeleiding van The Memphis Boys, de succesvolle ritmesectie van Chips Momans American Sounds Studio in Memphis. Het album werd op 1 november 1967 uitgebracht. Een maand eerder, op 10 oktober 1967, nam  Teddy Hill & the Southern Soul het nummer met producer Norro Wilson voor single-release op Rice Records (Rice 5028) met Stagger Lee als B-kant. 

### Versie van The First Edition
Tegelijkertijd werd Just Dropped In... ook door The First Edition opgenomen (met Kenny Rogers als leadzanger) voor hun eponieme album in de Valentine Recording Studios in Valley Village, Californië. Eigenaar Jimmy Valentine nam de opname voor zijn rekening en Mike Post tekende voor de productie. Het nummer weerspiegelde het psychedelische tijdperk van eind jaren 60 en week door de hardere rocksound sterk af van het reguliere repertoire waarin countryrock en samenzang de boventoon voerden. Het intro bestaat uit achterstevoren gespeelde gitaarriffs, de gitaarsolo van Glen Campbell werd door een compressor gehaald en om de sound compleet te maken werd een tremolo-effect gebruikt. De akoestische gitaarpartijen werden ingespeeld door Mike Deasy, eveneens een studiomuzikant.
Just Dropped In... werd in 1968 op single uitgebracht en bezorgde Rogers zijn eerste top 10-hit met een vijfde plaats in de Billboard Hot 100. Verder hield de band er een landelijk televisiedebuut aan over in het programma The Smothers Brothers Comedy Hour.
Na het uiteenvallen van First Edition tekende Rogers een solocontract bij United Artists en nam hij midden jaren zeventig een nieuwe versie op van het nummer voor zijn verzamelalbum Ten Years of Gold.

### Andere uitvoeringen
- Bettye LaVette nam het op als B-kant van haar single Get Away die in 1968 werd uitgebracht op Karen Records (KA 1544). De titel werd veranderd in What Condition My Condition Is In.
- Jim Turner van het comedygezelschap Duck's Breath Mystery Theatre zong het als zijn personage Randee van de Redwoods op het album Born to Be Tiled dat de Ducks in 1986 uitbrachten.
- In 1988 verscheen de versie van de Duitse postpunkband Die Haut met Nick Cave als gastzanger.
- In 1995 bracht Supergrass het uit als B-kant van hun hitsingle Alright/Time
- Tinsley Ellis nam het op voor zijn album Fire It Up uit 1997.
- De versie van Willie Nelson is te vinden op zijn albums Rainbow Connection uit 2001 en The Great Divide uit 2002.
- Mojo Nixon in 2001.
- In 2003 verscheen de versie van de Britse band Reef voor het eerst in albumvorm als afsluiter van de verzamelaar Together.
- In 2006 verscheen de versie van Jeff Walker und die Fluffers (voormalig leadzanger van Carcass) op het album Welcome to Carcass Cuntry.
- De New Yorkse soulband Sharon Jones & The Dap-Kings nam het op voor de soundtrack van de film Soul Men uit 2008. In november 2020, vier jaar na het overlijden van zangeres Sharon Jones, werd het als titelnummer uitgebracht van het coververzamelalbum Just Dropped In (To See What Condition My Rendition Was In).
- De melodische deathmetalband Children of Bodom bracht het uit als bonustrack op de Japanse versie van hun album Blooddrunk en op hun coveralbum Skeletons in the Closet uit 2009.
- Tom Jones, op de luxe editie van zij album Spirit in the Room uit 2012.
- Americanaband Murder by Death in 2012.
- De Noorse rockband The Launderettes op hun album Getaway uit 2013.
- White Denim nam het speciaal voor de tragikomische misdaadeserie Fargo op. Het was in 2015 te horen in de aflevering "Did you do this? No, you did it!" uit het tweede seizoen.
- Eagles of Death Metal namen het op voor hun album EODM presents: Boots Electric Performing the Best Songs We Never Wrote uit 2019.
- In 2020 verscheen de versie van Gretchen Peters op haar tributealbum The Night You Wrote That Song: The Songs of Mickey Newbury.

## Gebruik in de media
- De 'Gutterballs'-droom in The Big Lebowski, de film van de gebroeders Coen uit 1998.
- De credits van Driver 2, het computerspel uit 2000 van Reflections Interactive.
- De actiefilm Faster uit 2010.
- Aan het begin en einde van het videospel Stick It to the Man uit 2013.
- De HBO-documentaire Going Clear: Scientology and the Prison of Belief  uit 2015.
- De 5 maart 2020-editie van de strip Zippy the Pinhead.

Ook was de versie van First Edition in de volgende series te horen.
- Seizoen 3, aflevering 1 van Chuck: "Chuck Versus the Pink Slip".
- Seizoen 1, aflevering 2 van Rowan & Martin's Laugh-In.
- Seizoen 3, aflevering 1 van True Detective.
- Seizoen 3, aflevering 1 van Goliath.
- Seizoen 3, aflevering 4 van Young Sheldon.
- Seizoen 3, aflevering 9 van Difficult People.